# Stefan Filipkiewicz
Stefan Filipkiewicz (ur. 28 lipca 1879 w Tarnowie, zm. 23 sierpnia 1944 w Mauthausen-Gusen) – polski malarz i grafik, uczeń pracowni pejzażu, tzw. „szkoły pejzażowej” Jana Stanisławskiego i jeden z przedstawicieli nurtu malarstwa pejzażowego Młodej Polski.

## Życiorys
Syn Wincentego i Heleny z Kurkiewiczów, starszy brat Mieczysława i Stanisława Filipkiewiczów.
Uczęszczał do gimnazjum Św. Jacka w Krakowie. W roku 1899 za radą Jacka Malczewskiego wstąpił do Szkoły Sztuk Pięknych, przekształconej w 1901 roku w Akademię Sztuk Pięknych. W latach 1900–1906 studiował w krakowskiej Akademii Sztuk Pięknych – na początku pod kierunkiem Floriana Cynka i Józefa Mehoffera, a następnie Leona Wyczółkowskiego i Jana Stanisławskiego, który wywarł duży wpływ na jego twórczość. Ostatnie półrocze studiów spędził na kursie Józefa Pankiewicza. Utrzymywał serdeczne kontakty z prof. Janem Stanisławskim także poza terenem uczelni, brał udział we wspólnych plenerach. W 1907 roku wraz z Henrykiem Szczyglińskim zorganizował pośmiertną wystawę prac Stanisławskiego i jego uczniów. 
Debiutował w 1899 roku serią pejzaży tatrzańskich wystawionych w Towarzystwie Przyjaciół Sztuk Pięknych. Wystawiał tam oraz we Lwowie, a od 1903 w warszawskim Towarzystwie Zachęty Sztuk Pięknych, którego był członkiem. W roku 1903 i 1904 otrzymał srebrne medale Akademii. Odznaczony w 1903 medalem Cesarza Austrii Franciszka Józefa na wniosek Szkoły Krakowskiej Sztuk Pięknych. Był stypendystą Fundacji Urbańskiego. Od 1903 roku stale wystawiał w Towarzystwie Przyjaciół Sztuk Pięknych w Krakowie, a także we Lwowie i w Warszawie, którego członkiem rzeczywistym został w 1925. W 1904 roku uczestniczył w wystawie secesji w Berlinie, po której car bułgarski Ferdynand I Koburg zakupił jego obraz Zima do swojej kolekcji. Podążyły za tym wystawy w Wertheim Galerie w Berlinie i w Arnold Galerie w Dreźnie.   
Po studiach w 1904 roku wyjechał w celu dalszej nauki do Monachium, Włoch, a wreszcie do Francji. Zaraz po studiach wystawiał w Wiedniu i Londynie, Budapeszcie, Berlinie, Rzymie, Wenecji a w 1907 roku na wystawie w Krakowie pokazał 50 obrazów. Od 1905 był członkiem wiedeńskiej „Secesji” (Vereinigung Bildender Künstler Österreichs-Wiener Secession) i brał udział w ekspozycjach przez nią organizowanych w Wiedniu (1905, 1911, 1913).  
Od 1908 roku był członkiem Towarzystwa Artystów Polskich „Sztuka”, którego prezesem został w 1928. W 1928 otrzymał od TZSP w Warszawie srebrny medal, a w 1933 dyplom honorowy. Brał też udział w jej wystawach w Monachium (1903, 1907, 1909), gdzie w 1903 roku na wystawie Secesji Monachijskiej zaprezentował swój obraz Odwilż w lesie. Brał też udział w kilku międzynarodowych ekspozycjach Secesji, m.in. w Dreźnie (1912), Rzymie (1911) i Wenecji (1905, 1907, 1910, 1914, 1920, 1926). Na Exposicion Internacionale della Citta di Venezia w Wenecji w 1905 roku był jedynym wystawiającym z Polski, a jego obraz został zreprodukowany w Die Kunst fur Alle i włoskich magazynach sztuki. Brał także udział w zbiorowych prezentacjach polskiej sztuki w Stanach Zjednoczonych (St. Louis, Pittsburgh 1906), Londynie (1906), Wiedniu (1908, 1915) i Paryżu (1921). Pracował nad drzeworytami, których 35 egzemplarzy wystawił w Brukseli w Société l'Estampe. Brał udział w zbiorowych prezentacjach polskiej sztuki w Stanach Zjednoczonych (1906), Londynie (1906), Wiedniu (1908, 1915) i Paryżu (1921).
Stefan Filipkiewicz był zaangażowany również w powstanie „Zielonego Balonika” – kabaretu krakowskiego założonego w kawiarni Apolinarego J. Michalika, zwanej Jamą Michalika, gdzie działał ze swoimi kolegami malarzami i poetami (m.in. poetą Edwardem Leszczyńskim). Obok m.in. Witolda Wojtkiewicza i Kazimierza Sichulskiego tworzył oprawę plastyczną kabaretu. Na ścianach kawiarni do dzisiaj znajduje się jego karykatura i fragmenty malowanych wspólnie obrazów.
Filipkiewicz zajmował się również pracą pedagogiczną. W latach 1913–1914 uczył malarstwa dekoracyjnego w Szkole Sztuk Przemysłowych w Krakowie.
W latach 1914–1917 służył w Legionach. Z powodu choroby płuc nie brał udziału w walce czynnej i został przydzielony do Biura Techniczno-Bojowego Departamentu Wojskowego. W 1916 skierowano go do Centralnego Biura Wydawnictw Naczelnego Komitetu Narodowego. Był tam kierownikiem Pracowni Fotograficznej. Zaprojektował wzór munduru legionistów i tarcze legionowe. Powrócił do pracy pedagogicznej, a w wolnym czasie tworzył. Projektował winiety wydawnictw, kartki świąteczne, odznaki i tarcze Legionów Polskich dla Ropczyc i Zatora, a także wzory mundurów legionistów: w październiku 1914 zaprojektował mundur dla oddziału samochodowego Legionów Polskich (projekt w zbiorach Muzeum Narodowego w Krakowie), a w kwietniu 1916 r. wraz z Czesławem Jarnuszkiewiczem brał udział w projektowaniu nowego umundurowania dla Legionów Polskich. W zbiorach Muzeum Narodowego w Krakowie znajdują się: seria 5 akwarel i rysunków tuszem na kalce z projektem munduru dla kawalerii: m.in. projekt kurtki mundurowej dla 2.pp z lamowanymi wypustkami koloru szaroniebieskiego, mundur 1. Pułku Ułanów z rogatywką i mundur dla 2. Pułku Ułanów o amarantowym rabacie z białą wypustką.
W 1917 roku Filipkiewicz został przeniesiony do rezerwy. Powrócił do pracy pedagogicznej, a w wolnym czasie tworzył. Po wojnie w 1920 r. został wybrany prezesem Towarzystwa Artystów Polskich „Sztuka” i natychmiast zorganizował wielką wystawę członków w warszawskiej Zachęcie. W 1929 roku otrzymał złoty medal na Powszechnej Wystawie Krajowej w Poznaniu. W tym samym roku otrzymał również nagrodę Polskiej Akademii Umiejętności im. Probusa Barczewskiego za całokształt twórczości i za obraz Jesień. W 1933 roku został nagrodzony przez Polską Akademię Umiejętności za całokształt twórczości. W 1933 otrzymał dyplom honorowy warszawskiego Towarzystwa Zachęty Sztuk Pięknych. W 1938 roku otrzymał dyplom honorowy Towarzystwa Zachęty Sztuk Pięknych w Krakowie. Od 1930 roku wykładał na Akademii Sztuk Pięknych w Krakowie, gdzie w 1936 roku został mianowany profesorem nadzwyczajnym. Mianowany został także członkiem korespondentem Wiener Sezession.
Mieszkając w latach 1927–1933 w Zakopanem, malował widoki Tatr, latem wyjeżdżał na plenery do Radziszowa pod Krakowem. W roku 1934 zainteresował się również krajobrazem nadbałtyckim; malował m.in. krajobrazy w Jastrzębiej Górze.
W 1939 roku po informacji o wkroczeniu Sowietów, uciekając na Wschód w kierunku Lwowa, znalazł się na Węgrzech w Budapeszcie. Brał udział w ruchu oporu i działalności konspiracyjnej. Był Sekretarzem Komitetu Obywatelskiego do Spraw Opieki nad Uchodźcami Polskimi na Węgrzech – przedstawicielstwa Rządu Rzeczypospolitej Polskiej na uchodźstwie. Jej głównym zadaniem było utrzymywanie (w warunkach ścisłej konspiracji) stałej łączności między rządem polskim a jego przedstawicielstwami w kraju, a więc Delegaturą Rządu na Kraj i Naczelnym Dowództwem Armii Krajowej w Polsce. Po wkroczeniu na Węgry Niemców Stefana Filipkiewicza aresztowano w domu przy Donati utca 3b o godzinie 7 rano pod koniec lipca 1944, razem z całym Polskim Komitetem Obywatelskim. Osadzony w siedzibie Gestapo na Fo utca, ciężko chory na serce, mimo starań żony i córki w Szwedzkim Czerwonym Krzyżu, nie został zwolniony. Wywieziony do obozu koncentracyjnego Mauthausen Gusen, został zamordowany 23 sierpnia 1944. W tym samym czasie egzekucję wykonano na wszystkich członkach Komitetu.
Odznaczony Medalem Niepodległości za służbę w Legionach.
Prace Stefana Filipkiewicza znajdują się w wielu kolekcjach prywatnych i muzeach, m.in. w Muzeum Narodowym w: Krakowie, Kielcach, Warszawie, Wrocławiu, Poznaniu oraz Muzeum Sztuki w Łodzi, Muzeum Warmii i Mazur w Olsztynie oraz we Lwowie.

## Galeria

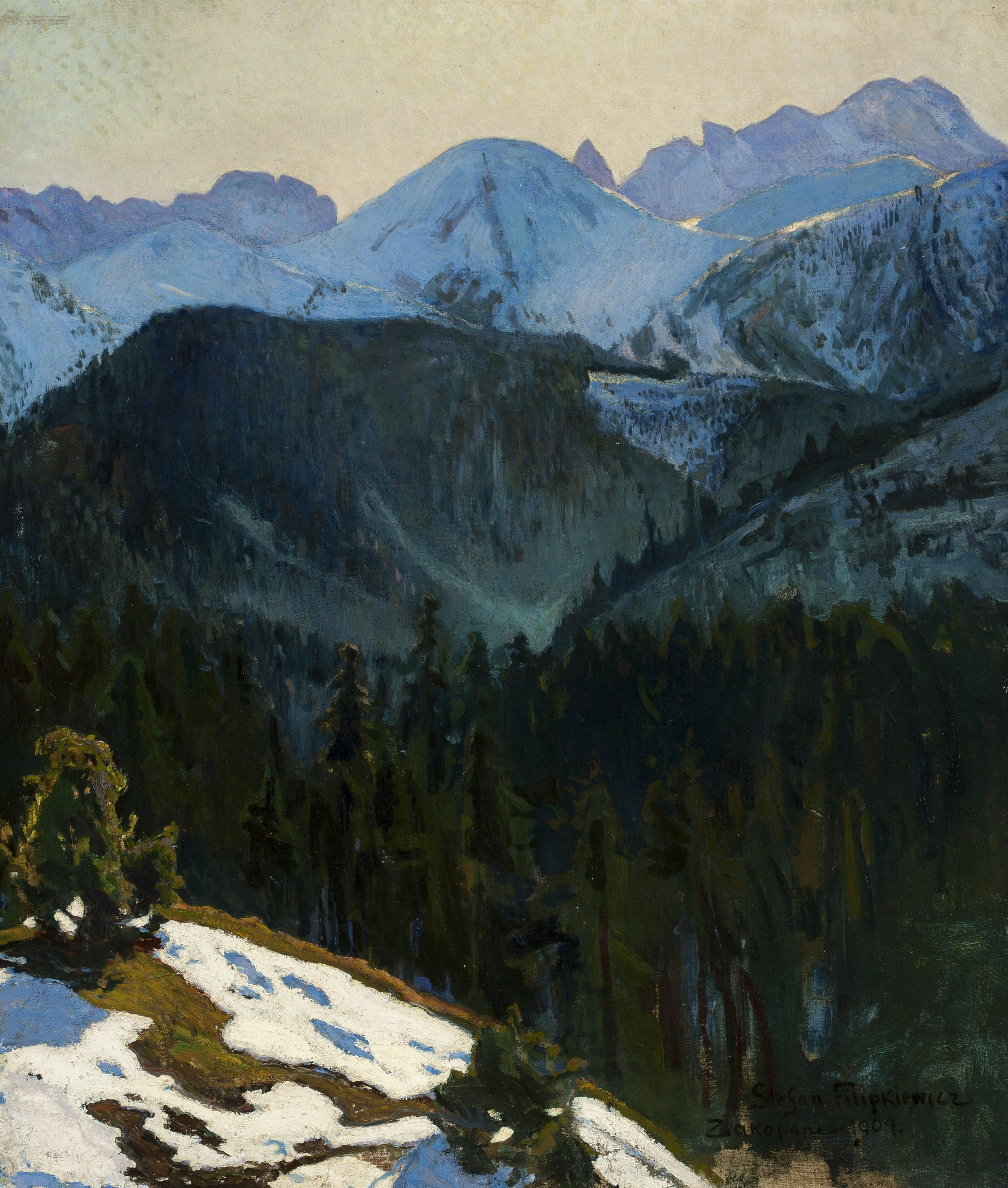
Stefan Filipkiewicz, Widok tatrzański, 1904 (Muzeum Narodowe w Warszawie)
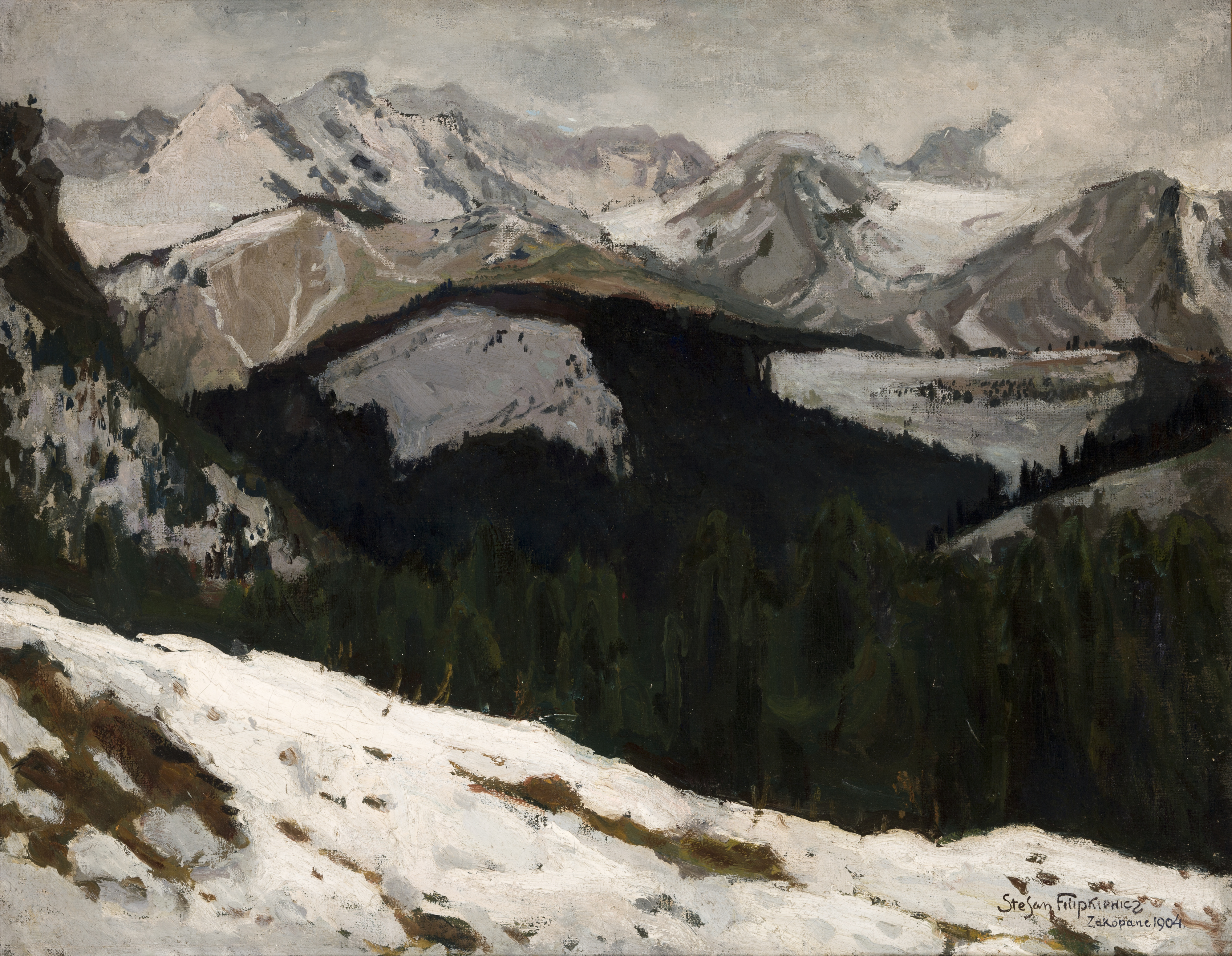
Odwliż w Tatrach, 1904 (Muzeum Narodowe w Krakowie)
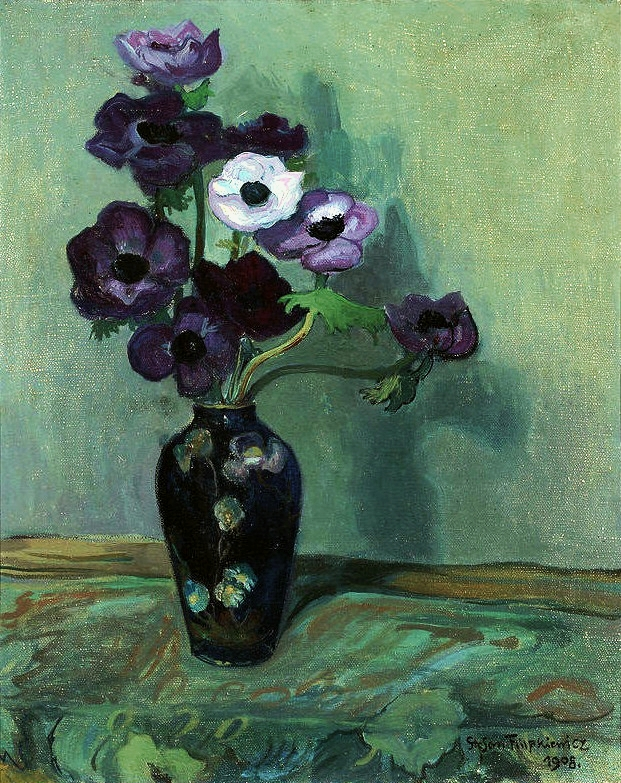
Stefan Filipkiewicz, Anemony, 1908 (Muzeum Narodowe w Warszawie)
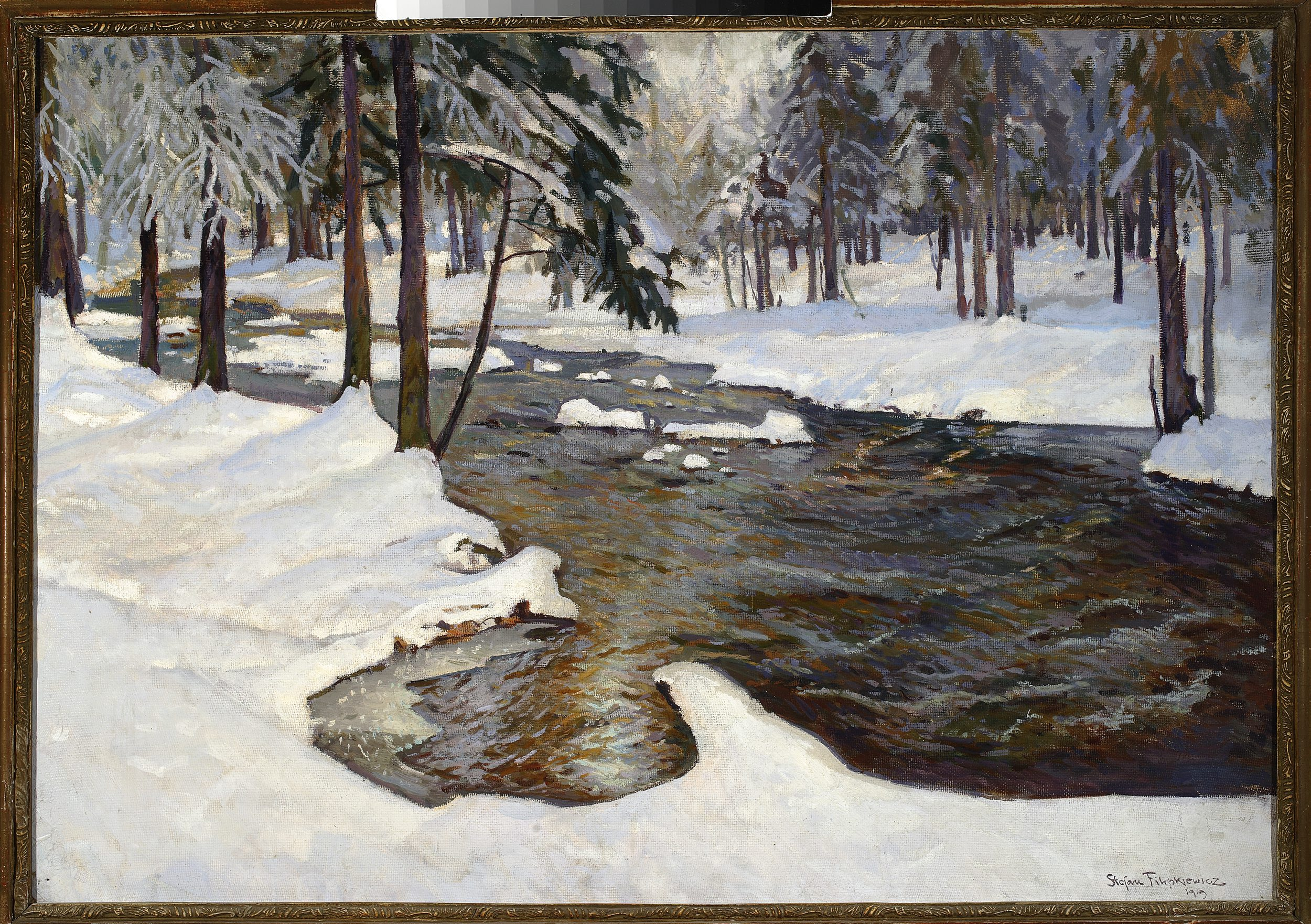
Stefan Filipkiewicz, Strumień leśny zimą, 1919 (Muzeum Narodowe w Warszawie)